# گراسیموس دانیلاتوس
 گراسیموس دانیلاتوس (انگلیسی: Gerasimos Danilatos؛ زاده ) یک فیزیک‌دان اهل استرالیا است.